# Фаулер, Сьюзен
Сьюзан Дж. Фаулер (англ. Susan J. Fowler ; 1 января 1990) — американская писательница и инженер программного обеспечения, известная также своим влиянием на институциональные изменения компании Uber и, в частности, в Кремниевой долине после расследования дела о сексуальных домогательствах в компании. В дальнейшем этот скандал стал сюжетом некоторых книг и голливудских фильмов. Сначала Сьюзан училась дома в сельской Аризоне, впоследствии изучала физику в Пенсильванском университете. Она работала в двух стартап-компаниях перед тем, как присоединиться к Uber в конце 2015 года. В начале 2017 года её публикация в блоге о сексуальных домогательствах в компании получила широкую огласку и привела к смене генерального директора Uber. Фаулер руководит научным книжным клубом и написала книгу о микросервисах. Также Фаулер была главным редактором ежеквартального издания по обработке платежей компании Stripe и сегодня является редактором технологической части в The New York Times.

## Детство и юность
Сьюзан выросла в сельской местности Ярнелл, Аризона, она была второй из семи детей. Она ощущала недостаток получаемого образования и поэтому часто посещала библиотеку и пыталась учиться своими силами. Сравнительные жизнеописания Плутарха и стоицизм побуждали её сосредоточиться на тех аспектах своей жизни, которые она могла контролировать. Она присматривала за лошадьми и няней, чтобы зарабатывать деньги для своей семьи. Фаулер сдала вступительные экзамены в вузы без полного среднего образования и была принята с полной стипендией в университет штата Аризона, где хотела заниматься астрономией. Однако отсутствие образования препятствовало изучению высшей математики и физики, поэтому девушка перешла в Пенсильванский университет, где столкнулась с аналогичными трудностями, пока не обратилась к президенту университета. После получения степени бакалавра по физике она работала ассистентом-физиком.

## Карьера
В 2015 году Фаулер работала разработчиком в финансовых технологиях компании Plaid, позже — DevOps - инженером в компании PubNub до прихода в транспортную компанию Uber в ноябре 2015 года.

### Uber
В феврале 2017 года Фаулер написала в своем блоге о сексуальных домогательствах в компании, в результате чего были уволены её генеральный директор Тревис Каланик и технологические инвесторы Дэйв МакКлюр и Джастин Калдбек. Должность Сьюзан очертила враждебную культуру труда работникам женского пола Uber. Она рассказала, как HRы компании отказались наказать её бывшего менеджера, предложившего ей секс, аргументируя отказ его производительностью. Эту историю распространили 22 000 раз в Твиттере. Роль Фаулера в смене руководства Uber сделала её знаменитостью. Её история легла в основу книг и голливудских фильмов и сейчас продолжает оказывать влияние на законодательство и защиту прав женщин на рабочем месте. В августе 2017 года она обратилась в Верховный суд США с просьбой рассмотреть её дело по решению вопроса о том, могут ли работники потерять право на коллективное судебное дело в своих трудовых договорах. Vanity Fair внес её в список ведущих бизнес- и культурных лидеров 2017 года.
Фаулер была одной из пяти женщин, попавших на обложку журнала «Тайм. Человек года» за 2017 год, в качестве представителя «The Silence Breakers», за сообщения о сексуальных домогательствах, которые она испытала в Uber. Также её назвала «Финансовым человеком года» британская деловая газета Financial Times .

### Журналистика
В апреле 2017 года Сьюзан присоединилась к компании Stripe в качестве главного редактора нового ежеквартального издания под названием Инкремент. Также она основала научный книжный клуб, написала книгу о микросервисах, а в 2017 году вышла замуж за Чада Ригетти.
В июле 2018 года Фавлер наняла газета The New York Times. В настоящее время она проживает в Сан-Франциско.